# Tardienta
Tardienta es un municipio y villa de España, en la provincia de Huesca, Comunidad Autónoma de Aragón. Pertenece a la comarca de Los Monegros. Tiene un área de 90,71 km² y una población de 948 habitantes (INE 2020).

## Geografía
Tardienta se halla situada en la depresión del Ebro, en la comarca geográfica de La Violada, a 389 m s. n. m.
En su término municipal se integran las primeras estribaciones de la sierra de Alcubierre con las tierras bajas de los Llanos de la Violada
Se encuentra a 25 km de Huesca y a 62 km de Zaragoza.
El punto más alto del municipio lo encontramos en La Corona de la Reina, la cual asciende hasta los 675 m s. n. m.
La temperatura media anual en el municipio es de 13,5 °C, siendo la característica primordial la gran variación térmica.
En verano las temperaturas alcanzan 39 o 40 °C, mientras que en invierno descienden a -10 °C. Otros meteoros importantes son las nieblas y las heladas, que pueden prolongarse hasta el mes de abril para aparecer nuevamente a mediados de octubre.
Es una zona de precipitaciones irregulares donde la precipitación anual media es de 500 mm. Al ser el régimen pluviométrico estacional, se producen fuertes sequías en verano.

## Historia
El origen del nombre de Tardienta no está claro, posiblemente derive de una voz prerromana.
Tardienta estuvo poblada en época prerromana, cuando era un pequeño núcleo con abundante vegetación y bosques, poblado por los ilergetes, cuyo territorio se extendía entre el Segre y el Gállego.
Con la llegada de los romanos, las zonas llanas de Tardienta y Almudévar, por donde discurría la Vía Lata —calzada que unía Caesaraugusta con Osca—, fueron utilizadas para el cultivo de cereales.
Ya en la Edad Media, los musulmanes se asentaron en la región desarrollando la agricultura, hasta que en 1118 Tardienta y otras poblaciones limítrofes fueron reconquistadas por los cristianos.
Huestes cristianas de la Galia y Aragón, dirigidas por Gastón de Verán, Céntulo de Bigorre y el propio Alfonso I el Batallador, conquistaron La Violada, el norte de Los Monegros y el centro del valle del Ebro.
Pero el esplendor de la villa, repoblada con musulmanes expulsados de Huesca, llegaría con el reinado de Fernando de Aragón e Isabel de Castilla.
La población musulmana permaneció en la región hasta 1610; aljamas de judíos también convivieron con moriscos y cristianos tras la reconquista.
A lo largo de la Edad Media, Tardienta fue una aldea de Almudévar hasta que, en 1786, Carlos III concedió al municipio el título de Villa a su vez, los tardientanos le agradecieron colocando la flor de lis, símbolo borbónico, en el escudo de la villa. 
Durante la invasión francesa, Francisco de Goya realizó, al menos, dos cuadros que hacen referencia a la población, ya que jugó un papel importante aportando munición y pólvora a la sitiada ciudad de Zaragoza. Se trata de los cuadros Fabricación de balas en la Sierra de Tardienta y Fabricación de pólvora en la Sierra de Tardienta.
Pascual Madoz, en su Diccionario geográfico-estadístico-histórico de España, refiere que en 1845 Tardienta tenía «300 casas; una escuela de instrucción primaria; casa consistorial y cárcel reunidas en un mismo local» y que la localidad producía trigo, cebada, centeno, avena, vino, cera, miel, legumbres y hortalizas; además se criaba mucho ganado lanar.

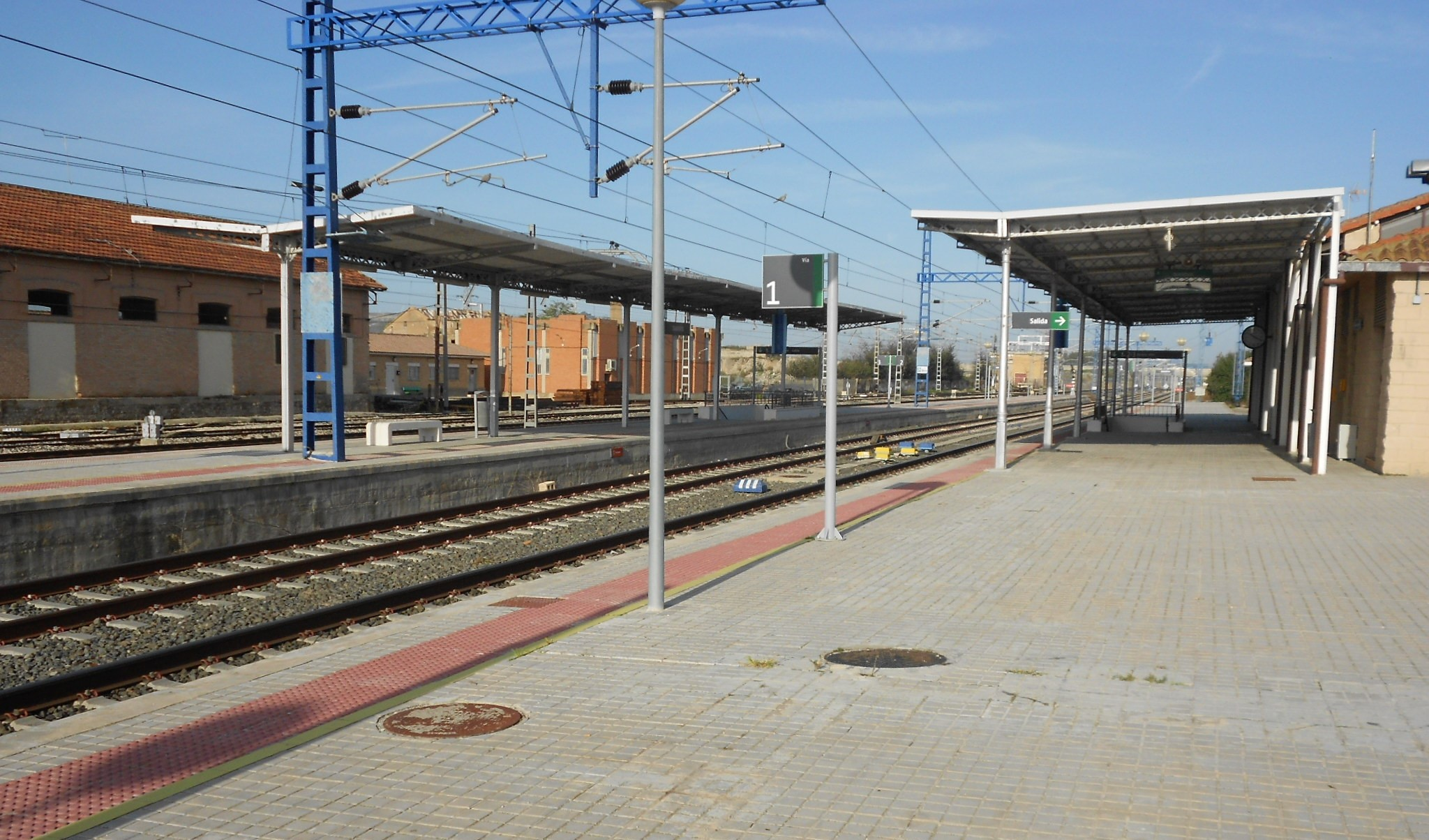
Estación de ferrocarril de Tardienta

Una fecha importante en la historia de Tardienta es el 16 de agosto de 1861, día en que llegó el primer tren a la localidad. Ello determinó el asentamiento de varias industrias, entre las que destaca un complejo harinero desde 1922. Estas industrias destacan por haber sido Mariano Gavín Pradel quien llevase a cabo los proyectos, fue alcalde de Tardienta y contó con grandes amistades como, por ejemplo, la del general dictador Miguel Primo de Rivera, el cual vino a inaugurarlas en persona. Históricamente ha sido un nudo ferroviario importante, al enlazar la línea Madrid-Barcelona con el paso a Francia por Canfranc. Actualmente, es el municipio español más pequeño en donde el AVE realiza parada en su estación de Tardienta.
En 1936 estalla la guerra civil y con ello, Tardienta queda fiel a la república mientras Almudévar se opone a esta junto al bando sublevado. Empieza una larga batalla, ya que el frente estaba en medio de ambos pueblos. Las líneas de trincheras se extendían por todas las cercanías. El 23 de marzo de 1938 entran en la localidad las tropas franquistas. El pueblo había quedado arrasado y tardó años en recuperarse. Los destrozos y la migración ocasionada por la guerra fue un golpe muy duro en la sociedad tardientana.

## Demografía
Tardienta cuenta con una población de 937 habitantes (INE 2024).
| Gráfica de evolución demográfica de Tardienta entre 1842 y 2021 |
| |
| Población de derecho según los censos de población del INE Población de hecho según los censos de población del INEEntre el censo de 1857 y el anterior, crece el término del municipio porque incorpora a 225237 (Sarsa de Sobrepuerto) |

## Administración y política
| Período   | Alcalde                    | Partido |  |  |
| --------- | -------------------------- | ------- |  |  |
| 1979-1983 | Joaquín Ponsa Catalán      | PSOE    |  |  |
| 1983-1987 |                            |         |  |  |
| 1987-1991 |                            |         |  |  |
| 1991-1995 |                            |         |  |  |
| 1995-1999 |                            |         |  |  |
| 1999-2003 |                            |         |  |  |
| 2003-2007 | María Antonia Brusau Fanlo | PSOE    |  |  |
| 2007-2011 | María Luz Abadía Peleato   | PSOE    |  |  |
| 2011-2015 | María Luz Abadía Peleato   | PSOE    |  |  |
| 2015-2019 | Agustín Segura Ortega      | PSOE    |  |  |
| 2019-     | Miriam Ponsa Brusau        | PSOE    |  |  |

| Partido político    | Partido político                                   | 2003   | 2007   | 2011   | 2015   | 2019   |
| Partido político    | Partido político                                   | Ediles | Ediles | Ediles | Ediles | Ediles |
|                     | Partido de los Socialistas de Aragón (PSOE-Aragón) | 7      | 5      | 4      | 3      | 4      |
|                     | Partido Aragonés (PAR)                             | —      | —      | 2      | 3      | 3      |
|                     | Chunta Aragonesista (CHA)                          | 1      | 2      | 2      | 2      | —      |
|                     | Partido Popular de Aragón (PP)                     | 1      | 2      | 1      | 1      | —      |
| Total de concejales | Total de concejales                                | 9      | 9      | 9      | 9      | 7      |

## Patrimonio

### Patrimonio religioso

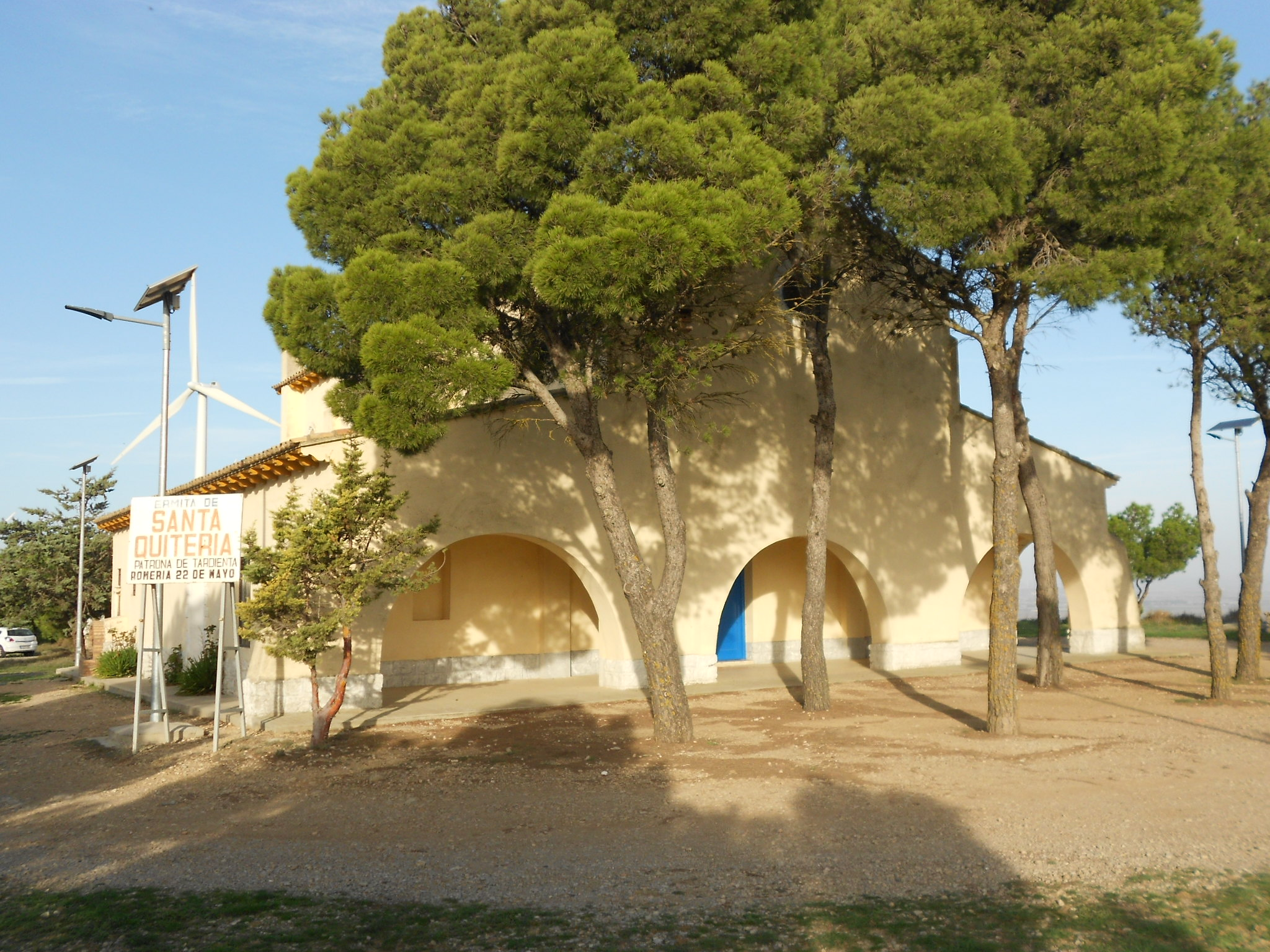
Ermita de Santa Quiteria, construida en el después de que la ermita original fuera destruida durante la Guerra Civil.

La iglesia parroquial de Santiago El Mayor, de estilo gótico aragonés tardío, data del siglo XVI. Fue destruida en 1936 durante la Guerra Civil y reconstruida totalmente en 1942. Tiene dos naves, de arcos apuntados una y cañón apuntado otra, y una bóveda de crucería. En su decoración interior cabe reseñar la profusión de ornamentos vegetales así como dos grandes vidrieras con el Apóstol Santiago y Santa Quiteria, patrona de Tardienta.
En la villa hay dos ermitas. La ermita de Santa Quiteria, de estilo neogótico, data de la segunda mitad del siglo XX y sustituyó a la antigua ermita destruida en la Guerra Civil. Durante la contienda, dado que se encontraba en una amplia meseta en las estribaciones de la sierra de Alcubierre a 533 m s. n. m., fue un enclave de indiscutible relevancia geoestratégica en la conformación del frente de Aragón. Se han llevado a cabo trabajos de rehabilitación para la recuperación del pozo-observatorio construido con materiales pétreos del terreno, y en la excavación de un asentamiento defensivo dotándolo de los elementos que le son comunes.
La otra ermita, la de Santa Águeda, se edificó en 1997 sobre los restos de una anterior (se piensa que databa del siglo XIII) que estaba en ruinas. Su planta en forma de estrella de ocho puntas es bastante inusual en un templo religioso.

### Patrimonio civil

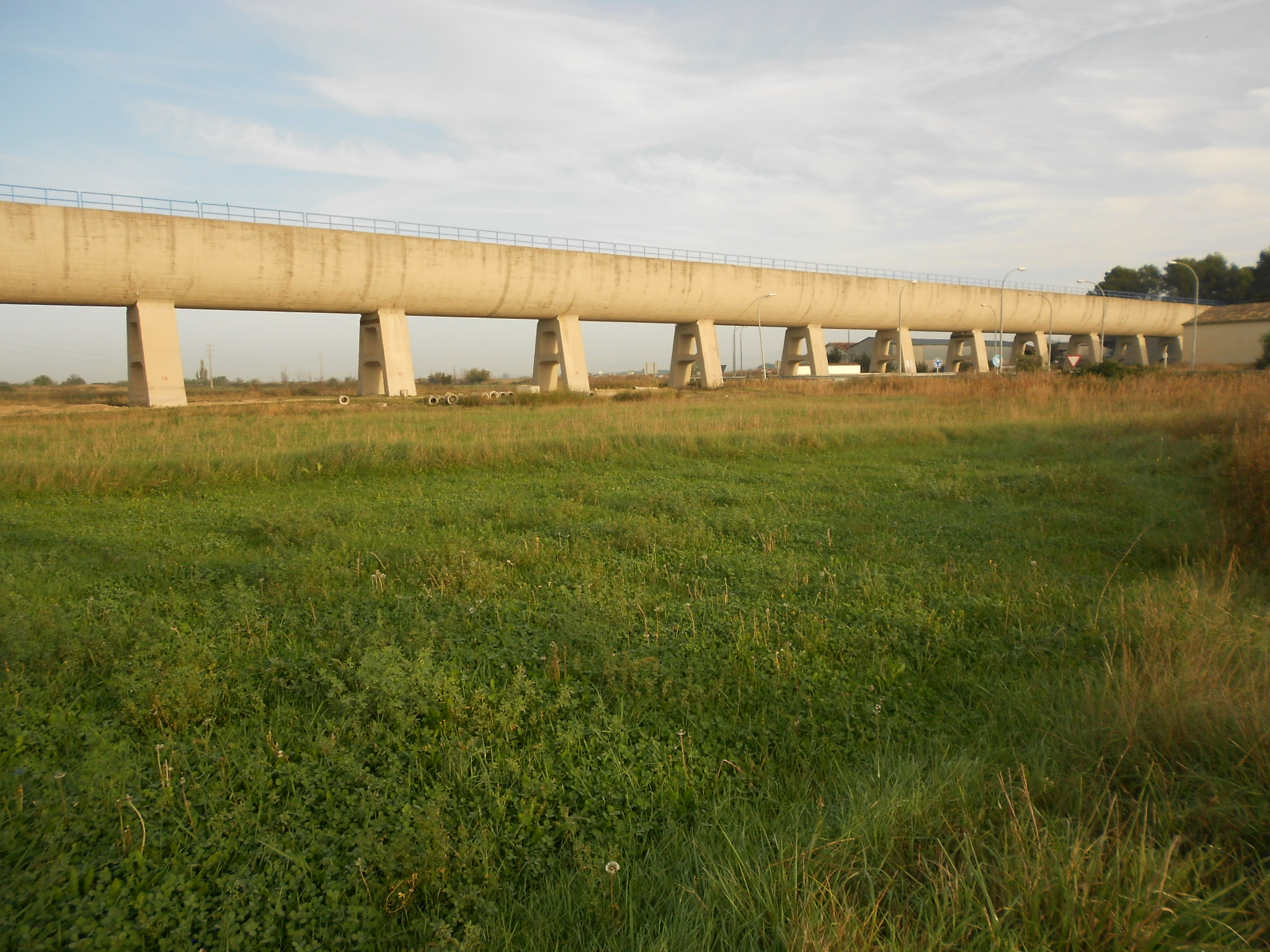
Acueducto de Tardienta, de 877 m de longitud.

Entre las construcciones civiles hay que destacar el Canal de los Monegros, con una longitud de 133 km, y el del Cinca, de 90 km.
La confluencia entre ambos canales tiene lugar en el denominado «Abrazo de Tardienta», que constituye el punto clave del plan de riegos del Alto Aragón.
Dicho plan fue considerado, en el momento de su inauguración en 1982, como el proyecto más ambicioso de cuantos se habían aprobado en España y fue fruto, en buena parte, de las ideas regeneracionistas de Joaquín Costa.
Supuso la llegada del agua a Monegros II, prácticamente un desierto geográfico con una alta tasa de emigración.
En las inmediaciones del municipio, el Canal de los Monegros discurre por el Acueducto de Tardienta, cuya construcción comenzó en 1928. Con una longitud de 877 m, fue una de las obras de ingeniería de mayor envergadura emprendidas en España en aquella época.
La originalidad de la estructura y las discusiones a que estuvo sometida llevaron a la realización de un tramo de pruebas, realizado en 1934 y probándose con éxito al año siguiente. La inauguración definitiva tuvo lugar en junio de 1941.

## Cultura

### Fiestas
- Las fiestas mayores de Tardienta se celebran los días 21, 22, 23, 24 y 25 de mayo en honor a Santa Quiteria. El día 22 es el día grande y tiene lugar una romería a la ermita de la santa. El día 23 tiene lugar la ofrenda de los danzantes y los tradicionales danzes.
- Las fiestas menores tienen lugar el 15 y 16 de agosto en honor a San Roque.
- Otras celebraciones son: San Fabián (20 de enero), Santa Águeda (5 de febrero), Carnavales (último sábado de febrero), Día de los Hombres (19 de marzo), Semana Santa (marzo o abril), Corpus Christi (11 de junio), Jornadas culturales (durante el verano), San Nicolás (6 de diciembre).